# Kościół Podwyższenia Krzyża Świętego w Bobrowicach
Kościół pw. Podwyższenia Krzyża Świętego w Bobrowicach – rzymskokatolicki kościół parafialny w Bobrowicach, w gminie Bobrowice, w powiecie krośnieńskim, w województwie lubuskim. Należy do dekanatu Krosno Odrzańskie.

## Historia
W 1853 roku położony został kamień węgielny pod nową świątynię zaprojektowaną przez Friedricha Augusta Stülera. W uroczystości udział wzięli ówczesny proboszcz Kretzschmar oraz burmistrz Klarhak, zasłużony współpracownik proboszcza. Kosztorys na budowę świątyni został oszacowany na 26259 talarów 11 srebrników i 4 fenigów. Inspektorem budowy został Krause z Żar, a kierownikiem budowy Pallack z Frankfurtu nad Odrą. 
Poświęcenie nowej świątyni odbyło się w dniu 29 kwietnia 1856 roku. Kościół został poświęcony przez dwóch ludzi: przez Büchel z Berlina i przez Grubera z Krosna Odrzańskiego. Budowa wieży rozpoczęła się dopiero w dniu 19 lipca 1857 roku, a jej budowa została oszacowana na 5042 talarów 21 srebrników. Świątynia przed poświęceniem została wzbogacona o ołtarz, chrzcielnicę, ambonę, żyrandole, lichtarze ołtarzowe, a w następnym roku – 1857 w organy. Dwa nowe dzwony zostały sprowadzone w dniu 22 maja 1873 roku. Ponadto Królowa Elżbieta Ludwika Wittelsbach ofiarowała ołtarzowe Pismo Święte. W ścianie prezbiterium został wmurowany żeliwny relief przedstawiający wieczerzę (na podobieństwo do Leonarda da Vinci). Z ofiar pieniężnych zgromadzonych od wiernych na wyposażenie świątyni uzyskano w sumie 155 talarów 5 srebrników 5 fenigów. Świątynia w 1921 roku oprócz już wyżej wymienionego wyposażenia posiadała także cynową figurę apostoła, obraz ukrzyżowania namalowany przez Carla Gottfrieda Pfannschmidta w 1890 roku (obraz ten mieści się obecnie na plebanii). W zakrystii mieściły się także: barokowy, rzeźbiony krzyż, litografia starej świątyni i obraz przedstawiający starą świątynię bez wieży, trzy dzwony o średnicy 98, 74, 65 centymetrów odlane w latach 1872 i 1874, przez Friedricha Gruhla z Kleinwelka. 
Świątynia w 1939 roku należała do parafii ewangelickiej, a należała do prowincji kościelnej Berlin-Brandenburg. 

### Po II wojnie światowej

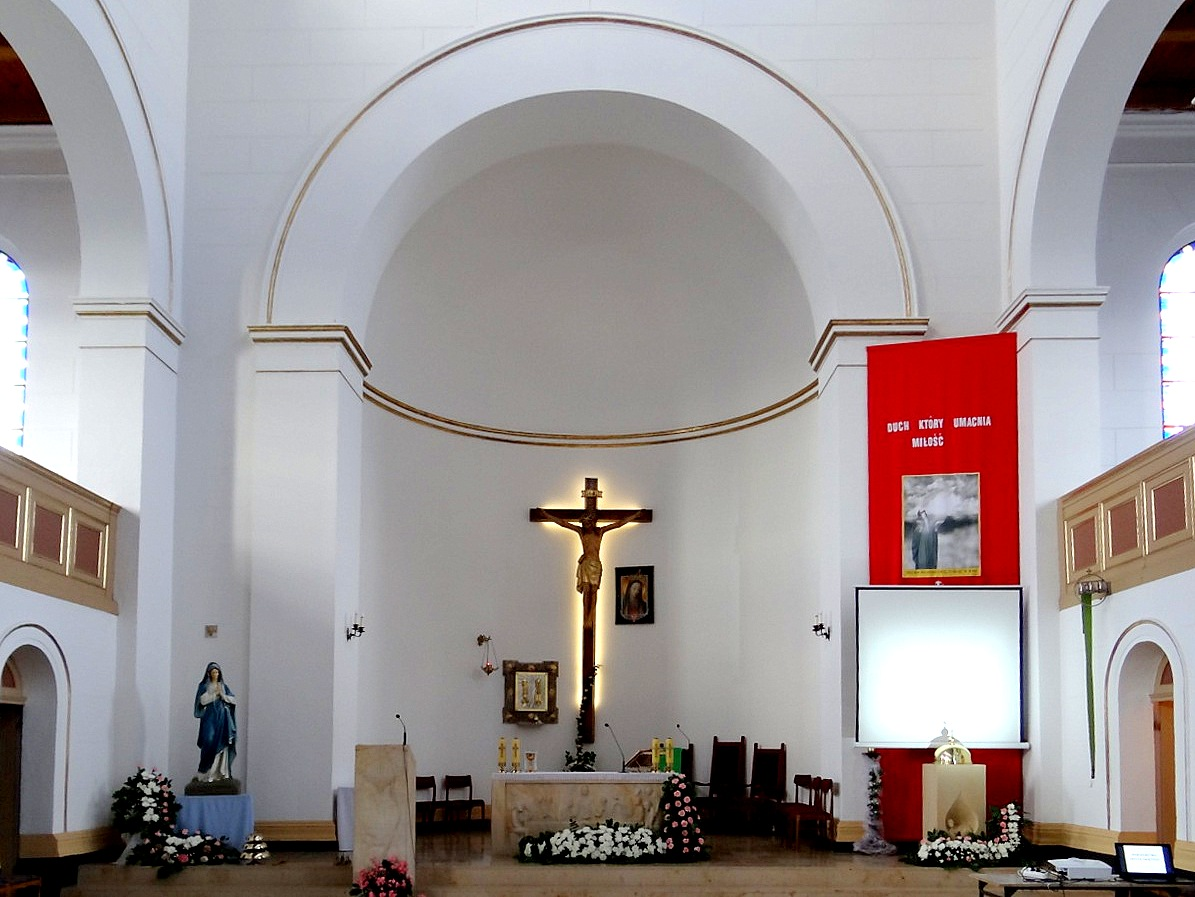
Wnętrze świątyni

Od 1945 roku świątynia należy do parafii rzymskokatolickiej. W latach 70. XX wieku został przeprowadzony ogólny remont świątyni, zostało wymienione pokrycie dachu na blachę ocynkowaną, wymienione zostały także posadzki i żyrandole, zostały zlikwidowane empory boczne. Na początku lat 90. został wykonany gładki tynk na filarach (wewnątrz świątyni). Witraż mieszczący się w okrągłym oknie nad prezbiterium, przedstawiający krzyż, został zastąpiony nowym z wizerunkiem Matki Bożej.